# Élisabeth de France (1602-1644)
Pour les articles homonymes, voir Élisabeth de France.
Titres
Reine consort d'Espagne, de Naples et de Sicile
31 mars 1621 – 6 octobre 1644
(23 ans, 6 mois et 5 jours)
Reine consort de Portugal
31 mars 1621 – 1er décembre 1640
(19 ans et 8 mois)
Élisabeth de France, également appelée Élisabeth de Bourbon ou Isabelle de Bourbon, née le 22 novembre 1602 à Fontainebleau et morte le 6 octobre 1644 à Madrid, fut reine d'Espagne, du Portugal, de Sicile et de Naples, duchesse de Bourgogne, de Milan, de Brabant, de Luxembourg et de Limbourg, comtesse de Flandre, de Hainaut et comtesse palatine de Bourgogne.

## Famille
Elle est la fille d'Henri IV et de Marie de Médicis.
Par son père elle est petite-fille de Antoine de Bourbon et de Jeanne d'Albret. Par sa mère elle est petite-fille de François Ier de Médicis et de Jeanne d'Autriche.
Elle a comme frères et sœurs légitimes Louis XIII, Christine de France, Monsieur d'Orléans, Gaston de France et Henriette-Marie de France.

## Premières années

### Jeunesse

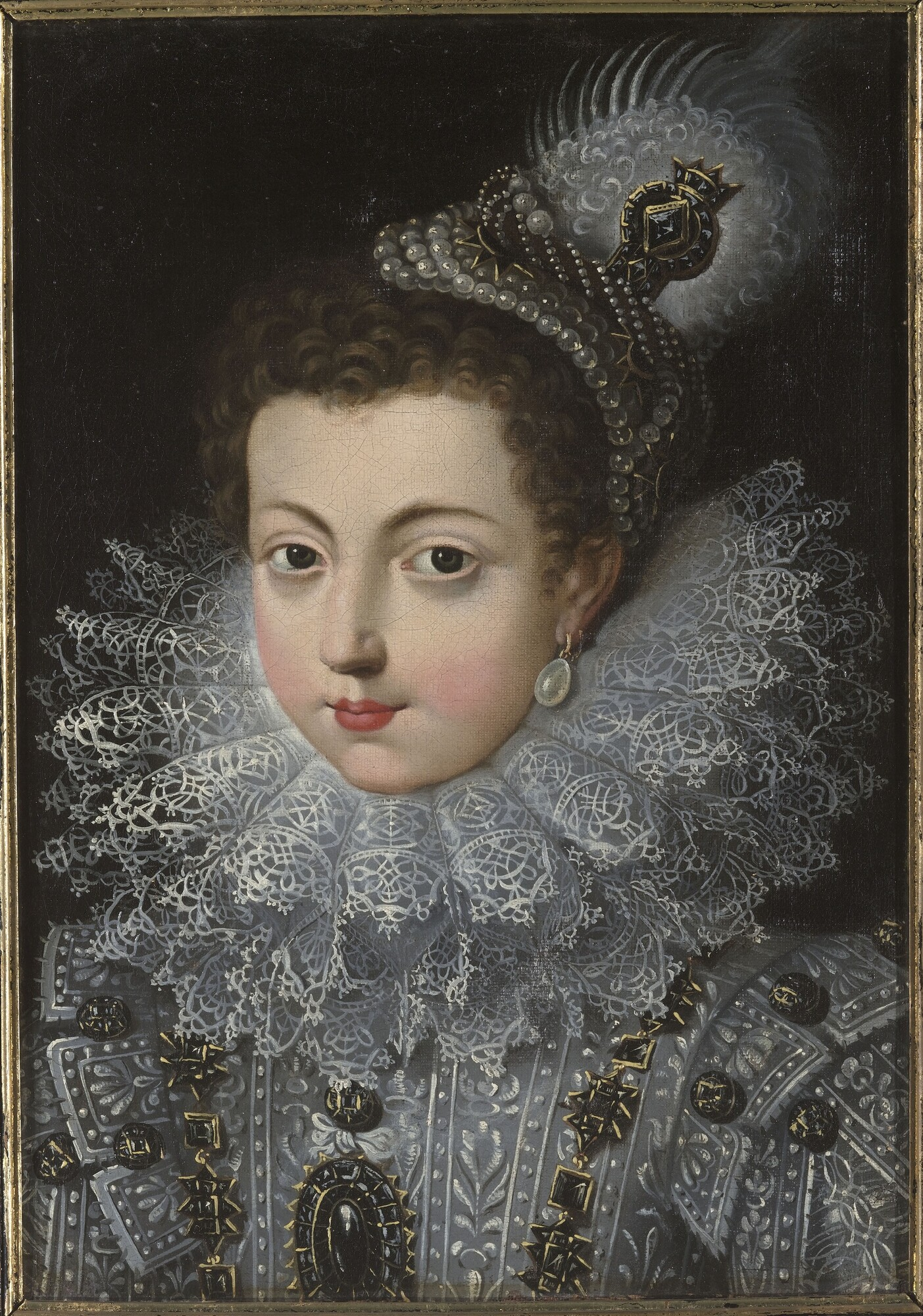
Elisabeth durant sa jeunesse en France

Élisabeth, appelée par le titre honorifique Madame Royale est baptisée dans la religion catholique le même jour que son frère Louis et sa sœur Christine, avec pour marraine l'infante Isabelle-Claire-Eugénie d'Autriche, fille de Philippe II d'Espagne, gouvernante des Pays-Bas mais elle ne reçoit pas de parrain.
Sa mère aurait montré sa cruelle indifférence envers elle, car elle avait cru la prophétie d'une religieuse qui lui avait assuré qu'elle donnerait naissance à trois fils.
Peu de temps après sa naissance, elle a été promise à Philippe-Emmanuel, prince du Piémont, fils aîné et héritier de Charles-Emmanuel Ier de Savoie et de Catherine-Michelle d'Autriche, sœur de la marraine d'Élisabeth. Cependant, le mariage n'a jamais eu lieu, puisque Philippe-Emmanuel est décédé en 1605.
Les premières années de Madame Royale se passent sous la tutelle de la gouvernante royale Françoise de Montglat, dans le château de Saint-Germain-en-Laye, un endroit calme à l'écart de la cour parisienne où elle partage éducation et jeux avec ses frères et sœurs légitimes.
Lorsque son père, le roi Henri IV fut assassiné par Ravaillac devant le palais du Louvre le 14 mai 1610, son frère le Dauphin (avec qui Elisabeth avait une relation très étroite), lui succéda sur le trône en tant que roi Louis XIII de France, sous la régence de sa mère, Marie de Médicis.

### Mariage avecPhilippeIVd'Espagne

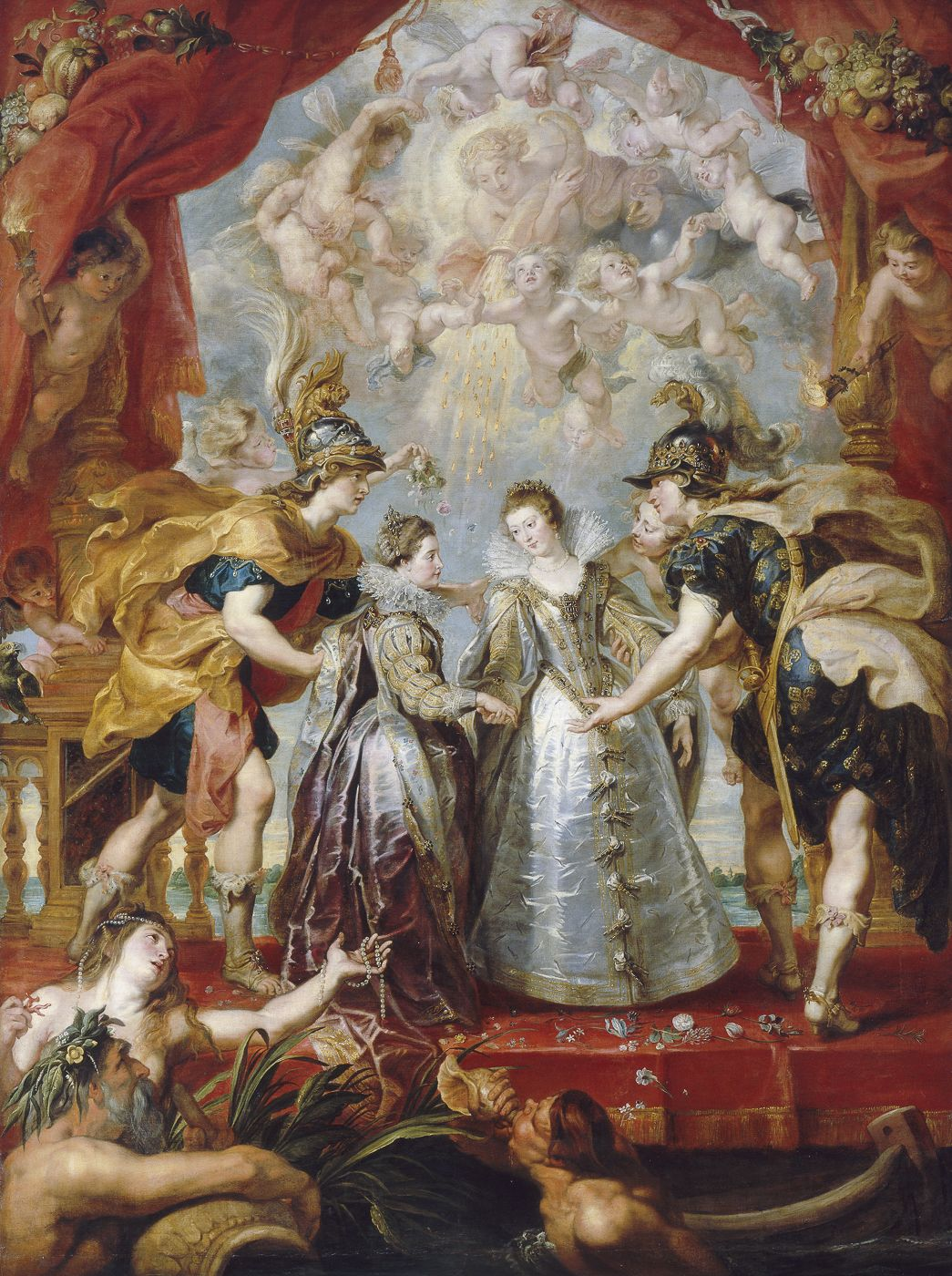
L'échange des deux princesses de France et d'Espagne sur la Bidassoa à Hendaye, le 9 novembre 1615,
tableau de Pierre Paul Rubens faisant partie du Cycle de Marie de Médicis, v. 1622-1625

Symbole d'une alliance avec l'Espagne non souhaitée par son père mais désirée par sa mère Marie de Médicis, princesse italienne dont la mère était une Habsbourg, par les Concini, favoris de sa mère, et par le parti dévot français, elle est "échangée" contre l'infante espagnole Anne d'Autriche qui quitte son Espagne natale pour épouser Louis XIII, frère d’Élisabeth.
Élisabeth et son frère rencontrent pour la première fois leurs conjoints respectifs le 25 novembre 1615 sur l'Ile des Faisans dans la rivière Bidassoa qui sépare la France et l'Espagne entre la ville française d'Hendaye et la ville espagnole de Fontarrabie. En Espagne, le nom français d'Élisabeth a pris la forme espagnole d'Isabel. La cérémonie religieuse a eu lieu dans la cathédrale Sainte-Marie de Burgos. Au moment de son mariage, Élisabeth, 13 ans, est devenue la nouvelle princesse des Asturies.
Ce mariage a suivi une tradition de cimenter des alliances militaires et politiques entre les puissances catholiques de France et d'Espagne avec des mariages royaux. La tradition remonte à 1559 avec le mariage du roi Philippe II (roi d'Espagne) avec la princesse française Élisabeth de France (1545-1568), fille du roi Henri II, dans le cadre de la Paix du Cateau-Cambrésis.

### Princesse des Asturies
En raison du jeune âge de Philippe IV qui n'a que dix ans, on tient tout d'abord Élisabeth à l'écart de la cour et de son époux. Mais la maladie de Philippe III change la donne. Le mariage est alors enfin consommé et Élisabeth est très rapidement enceinte. À la mort de Phillipe III d'Espagne, le 31 mars 1621, Élisabeth devient officiellement reine d'Espagne.

## Reine d'Espagne

### Début du règne
Philippe IV et Élisabeth sont couronnés en mars 1621. Élisabeth devient la deuxième reine d'Espagne française depuis Élisabeth de France (1545-1568), fille d'Henri II et épouse de Philippe II d'Espagne. Mais les festivités sont gâchées par la naissance prématurée d'une petite fille qui ne survivra pas, Marie-Marguerite.
Philippe IV avait diverses maîtresses qui lui ont donné plusieurs enfants illégitimes. Il a laissé les affaires du gouvernement en grande partie au comte d'Olivares, Gaspar de Guzmán, qui, cependant, n'était pas à la hauteur des conditions politiques de l'époque.

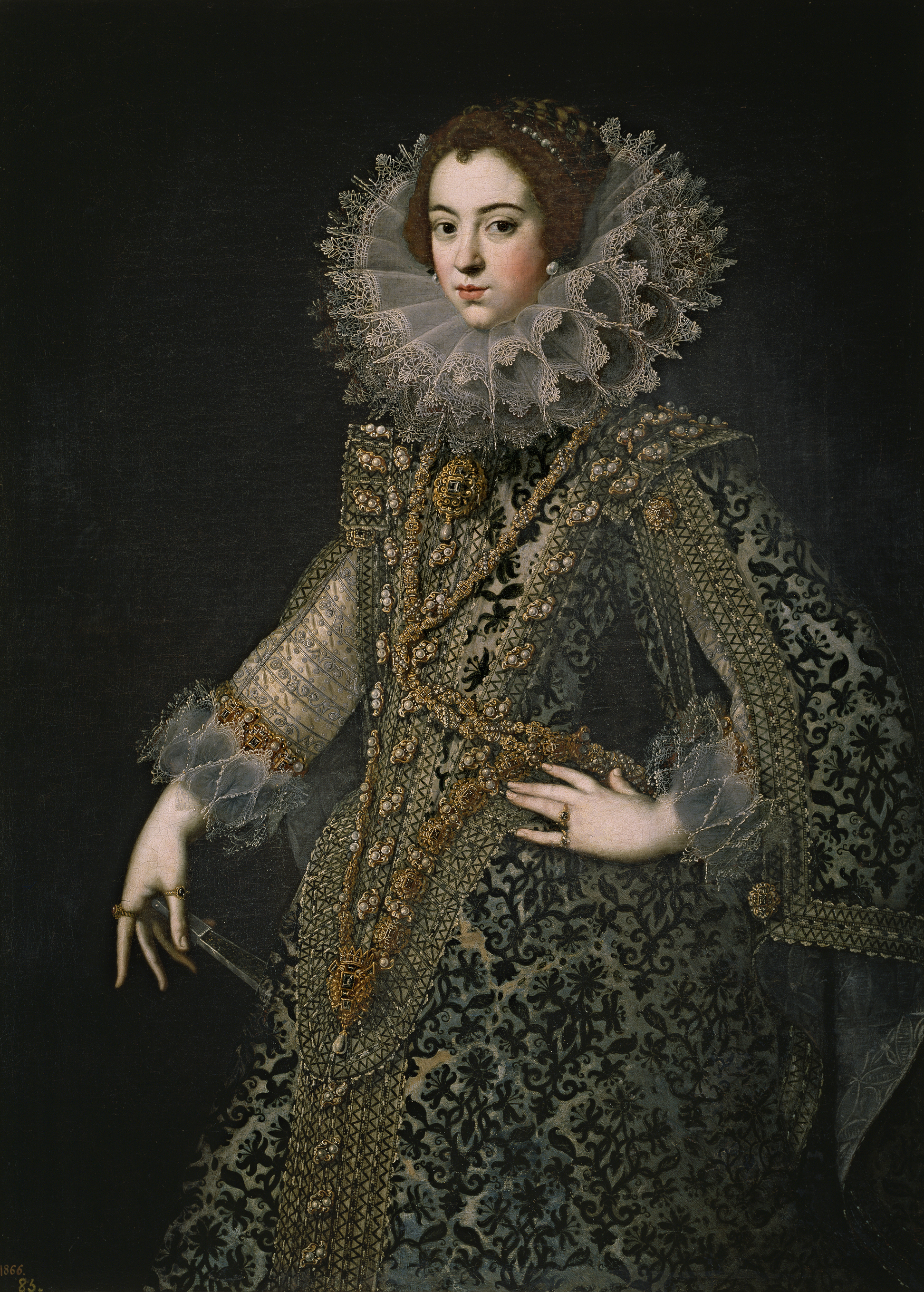
Elisabeth de France en 1620 par Rodrigo de Villandrando

Dans ses premières années en tant que reine, Élisabeth a fait peu d'apparition politique et s'est plutôt livrée à ses intérêts pour la poésie, l'art et, surtout, le théâtre. Elle est considérée comme une grande patronne de la littérature espagnole à son âge d'or.
Élisabeth elle-même a fait l'objet de rumeurs sur ses relations avec le célèbre poète Juan de Tassis y Peralta, qui était son gentilhomme d'honneur. Le 14 mai 1622, lorsqu'un incendie se déclare, il met la reine en lieu sûr, ce qui a amené encore plus de soupçons sur leur relation. Le poète se fait alors mystérieusement assassiner. La responsabilité de sa mort a été partagée entre Philippe IV et Olivares (premier ministre et favori du roi).

### Régences et chute d'Olivares

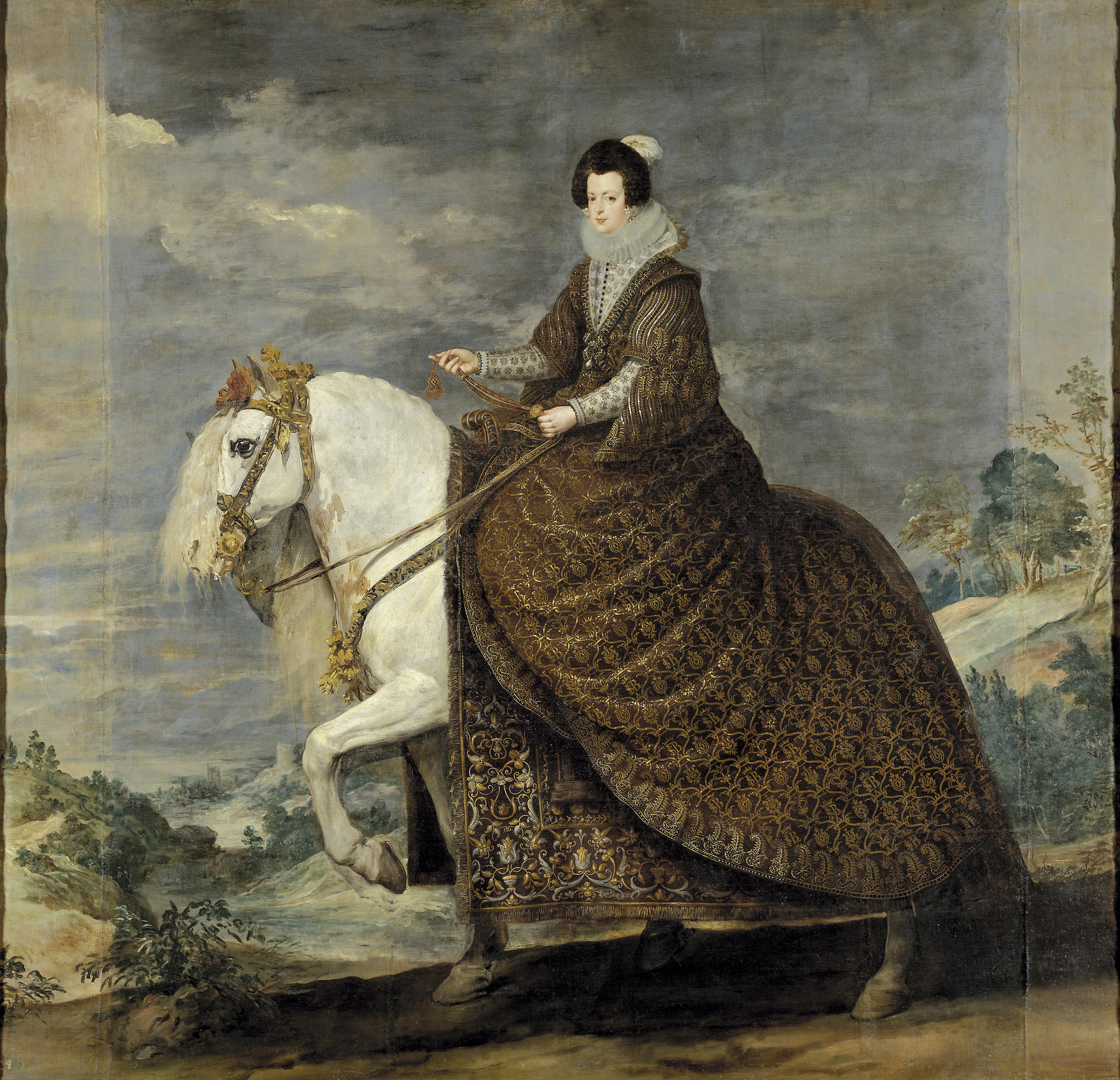
Elisabeth de France par Velasquez (Musée del Prado, 1634-35)

Élisabeth a été nommée régente d'Espagne durant la révolte catalane. Avant 1640, la reine ne semble pas avoir eu beaucoup d'influence sur les affaires de l'État, qui étaient en grande partie confiées à Olivares. Élisabeth ne s'entendait pas avec lui car il l'empêchait d'exercer une influence politique. Il a en effet dit, un jour qu'elle exposait une opinion politique au roi, que les prêtres existaient pour prier et les reines existaient pour engendrer.
Sa régence a reçu des critiques élogieuses et elle lui a permis de provoquer la chute d'Olivares dans le cadre d'une «conspiration de femmes» aux côtés de la duchesse de Mantoue, Ana de Guevara, de María de Ágreda et de sa principale dame d'honneur, Luisa Manrique de Lara.
Après la chute de son favori, Philippe IV voit en son épouse sa plus proche alliée politique et lorsque le roi repart pour le front en 1643, Élisabeth est de nouveau nommée régente. Sa deuxième régence a également reçu de bonnes critiques et elle a été créditée par le roi pour ses efforts à fournir des approvisionnements vitaux pour les troupes ainsi que pour ses négociations avec les banques pour financer l'armée, allant même jusqu'à vendre ses propres bijoux. On disait qu'elle avait l'intention de suivre l'exemple de la reine Isabelle la Catholique et de diriger sa propre armée pour reprendre Badajoz.

### Décès
Alors qu'elle est au sommet de sa gloire, Élisabeth, affaiblie par ses multiples grossesses et fausses-couches, décède le 6 octobre 1644 en accouchant de son neuvième enfant.
Philippe IV d'Espagne fut très touché par sa mort, surtout qu'il avait récemment trouvé en elle une alliée.

## Descendance

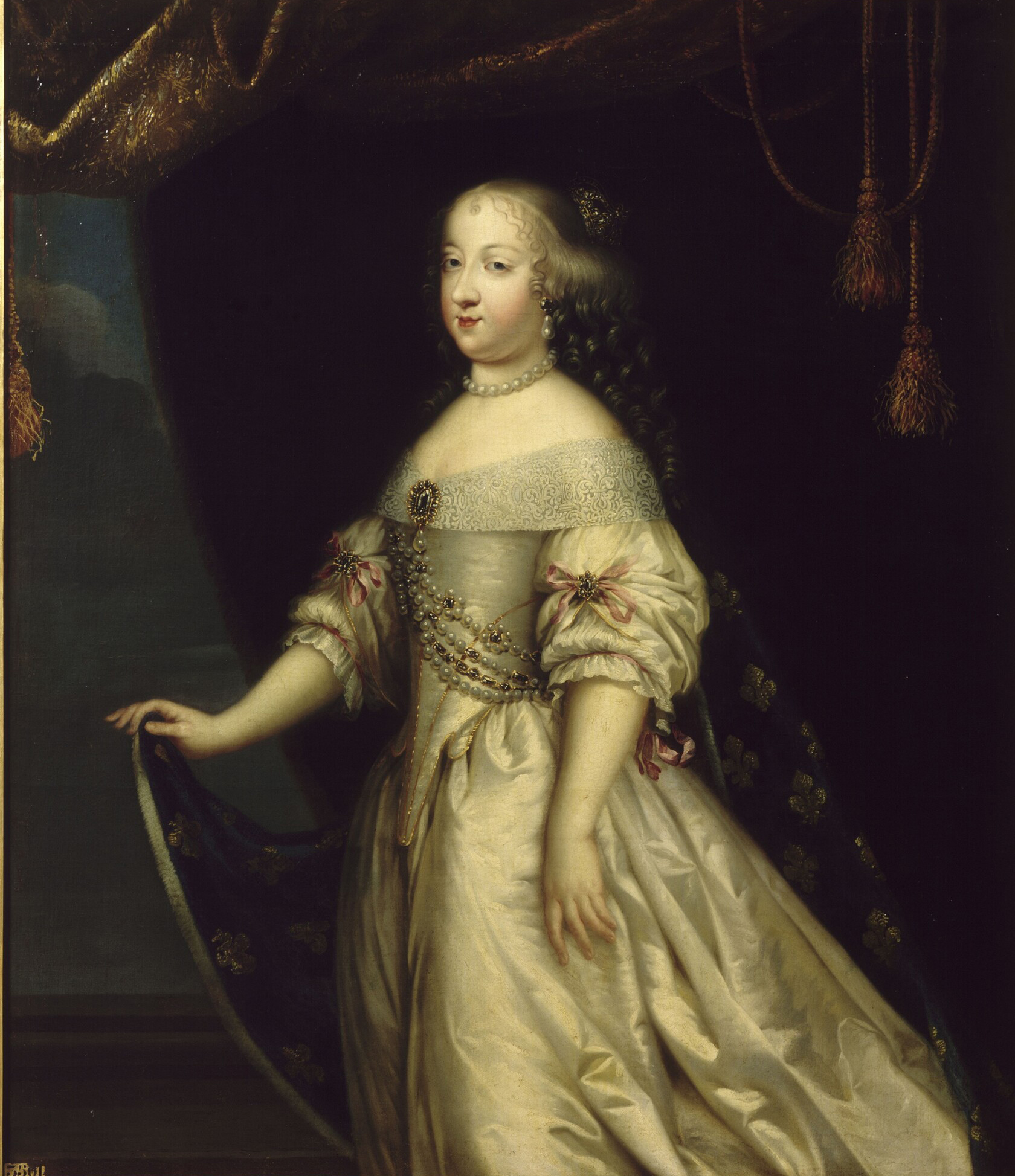
Portrait de Marie-Thérèse d'Autriche, seul enfant d'Élisabeth survivant à l'enfance.

Elle a dix-huit ans et demi quand elle commence à donner régulièrement des héritiers à Philippe IV :
- Marie-Marguerite (14 août 1621 - 15 août 1621), née prématurée, n'a pas survécu ;
- Marguerite-Marie-Catherine (25 novembre 1623 - 22 décembre 1623) ;
- Marie-Eugénie (21 novembre 1625 - 21 août 1627) ;
- Isabelle-Marie-Thérèse (31 octobre 1627 - 1er novembre 1627) ;
- Balthazar-Charles (17 octobre 1629 - 9 octobre 1646 probablement d'une crise d'appendicite) ;
- François-Ferdinand (mort-né en 1634) ;
- Marie-Anne-Antoinette (17 janvier 1635 - 5 décembre 1636) ;
- Marie-Thérèse (10 septembre 1638 - 30 juillet 1683) épouse en 1660 Louis XIV, roi de France et de Navarre (1638-1715) ;
- un enfant mort-né (6 octobre 1644).

Il est fort probable que Philippe IV ait transmis à sa femme une maladie vénérienne qu'il aurait contractée avec une de ses maîtresses. Cette maladie pourrait expliquer certaines fausses-couches, mais les mariages consanguins dont est issu Philippe IV pourraient également en être la cause. Pour les enfants mort-nés ou morts en leur enfance, la mortalité infantile peut être évoquée ainsi que l'incapacité des médecins de l'époque.
Élisabeth a souffert en silence de la mort de ses enfants et de ses fausses-couches, d'autant que certaines maîtresses de son mari lui donnaient des enfants viables. Sa culpabilité s'exprime dans les lettres à son frère Louis XIII et à sa belle-sœur Anne d'Autriche. Elle avait toujours voulu que sa dernière fille, Marie-Thérèse, âgée de cinq ans à sa mort, épouse le roi Louis XIV, et ce mariage eut lieu, bien que les mariés fussent doubles cousins germains.
Seule Marie-Thérèse, future reine de France, parvint donc à l'âge adulte, apportant à l'ennemi héréditaire de la Maison d'Autriche, la France, dont elle était issue, des droits sur le trône et les possessions espagnoles. En effet c'est à travers sa fille, la reine Marie-Thérèse, héritière d'Espagne durant 11 ans, dont la postérité devint la lignée aînée du trône espagnol, que la maison des Bourbons d'Espagne fut créée.

### Filmographie
- Le Roi ébahi (El rey pasmado), film réalisé par Imanol Uribe en 1991 - Nommé pour quatorze Goyas, il en remporta huit. Élisabeth est interprétée par Anne Roussel.